# The Malay Archipelago
The Malay Archipelago é um livro do naturalista inglês Alfred Russel Wallace que registra sua exploração científica, durante o período de oito anos entre 1854 e 1862, na porção sul do Arquipélago Malaio, incluindo Malásia, Singapura, as ilhas da atual Indonésia — então conhecidas como Índias Orientais Neerlandesas — e a ilha da Nova Guiné. Foi publicado em dois volumes em 1869, publicação essa adiada pela saúde debilitada de Wallace e pelo trabalho necessário para descrever os numerosos espécimes que trouxe para casa. A obra passou por dez edições no século XIX; foi reimpressa diversas vezes desde então e traduzida para pelo menos doze idiomas.
O livro descreve cada ilha visitada, apresentando um relato detalhado de sua geografia física e humana, de seus vulcões e da variedade de animais e plantas que Wallace encontrou e coletou. Ao mesmo tempo, narra suas experiências pessoais, as dificuldades de viagem e a ajuda recebida dos diferentes povos que conheceu. Na introdução, ele observa ter viajado mais de 22 500 km (14 000 milhas) e coletado 125 660 espécimes de história natural, principalmente insetos, mas também milhares de moluscos, aves, mamíferos e répteis.
A obra foi ilustrada com gravuras baseadas nas observações e coleção de Wallace, produzidas pelos renomados ilustradores Thomas Baines, Walter Hood Fitch, John Gerrard Keulemans, E. W. Robinson, Joseph Wolf e T. W. Wood.
The Malay Archipelago gerou numerosas resenhas em periódicos científicos, geográficos, religiosos e de interesse geral. Os avaliadores destacaram – e às vezes contestaram – variados aspectos de suas teorias, especialmente a divisão da fauna e flora ao longo do que logo seria conhecido como Linha de Wallace, assim como conceitos de seleção natural e uniformitarismo. Quase todos concordaram que Wallace ofereceu um relato interessante e abrangente da geografia, história natural e dos povos do arquipélago — região então pouco conhecida pelos leitores — além da vasta quantidade de espécimes coletados. O livro é amplamente citado e constitui a obra de maior sucesso de Wallace, tanto comercialmente quanto como peça literária.

## Contexto
Em 1847, Wallace e seu amigo Henry Walter Bates, ambos na casa dos vinte anos, concordaram em realizar juntos uma viagem de coleta à Amazônia "para ajudar a resolver o problema da origem das espécies". (A Origem das Espécies de Charles Darwin só seria publicado onze anos depois, em 1859. A obra se baseou na longa viagem de coleta de Darwin a bordo do HMS Beagle, cuja publicação foi precipitada por uma famosa carta de Wallace, enviada durante o período coberto por The Malay Archipelago enquanto ele estava em Ternate, descrevendo em linhas gerais a teoria da evolução por seleção natural.) Wallace e Bates haviam sido inspirados pela leitura do livro pioneiro de 1847 do entomologista americano William Henry Edwards, A Voyage Up the River Amazon, with a residency at Pará. Bates permaneceu onze anos na Amazônia, vindo a escrever The Naturalist on the River Amazons (1863); entretanto, Wallace, adoentado por uma febre, retornou em 1852 com milhares de espécimes, alguns para fins científicos, outros para venda. O navio e sua coleção foram destruídos por um incêndio no mar perto das Guianas. Em vez de desistir, Wallace escreveu sobre a Amazônia em prosa e verso e, em seguida, partiu novamente — desta vez rumo ao Arquipélago Malaio.

## Visão geral
A introdução resume as viagens de Wallace, os milhares de espécimes coletados e alguns dos resultados de sua análise após o retorno à Inglaterra. Ele registra ter percorrido mais de 22 500 km e coletado 125 660 espécimes, principalmente insetos: 83 200 besouros, 13 100 borboletas e mariposas, 13 400 outros insetos. Levou também 7 500 "conchas" (como moluscos), 8 050 aves, 310 mamíferos e 100 répteis.

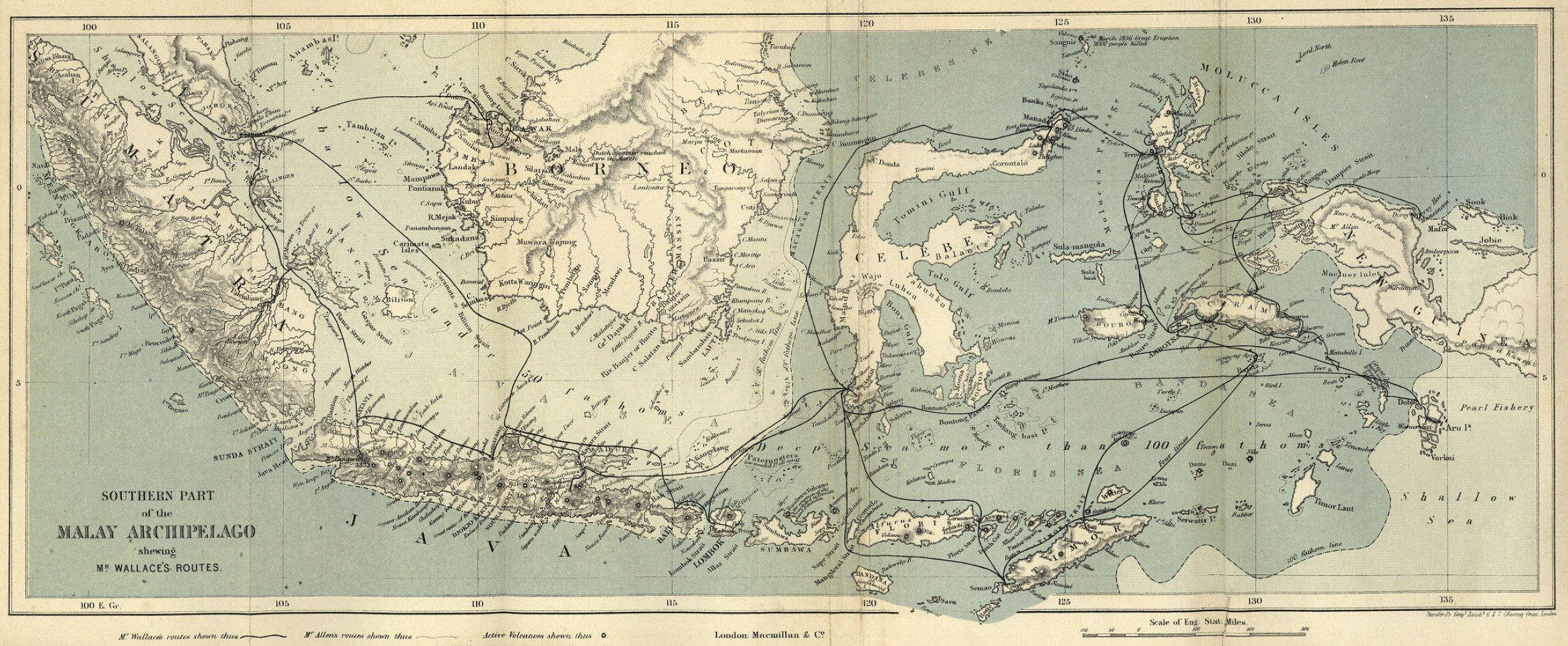
Mapa dobrável em cores na parte frontal do livro, mostrando as viagens de Wallace pelo arquipélago. As águas profundas que separam Bornéu de Sulawesi (Celebes) formam o que se tornaria conhecido como Linha de Wallace.

O livro é dedicado a Charles Darwin, mas, como Wallace explica na introdução, ele optou por evitar discutir as implicações evolucionárias de suas descobertas. Em vez disso, limita‑se aos "fatos interessantes do problema, cuja solução encontra‑se nos princípios desenvolvidos pelo sr. Darwin", de modo que, do ponto de vista científico, a obra é em grande parte uma descrição de história natural. Essa modéstia disfarça o fato de que, enquanto estava em Sarawak em 1855, Wallace escreveu o artigo On the Law which has Regulated the Introduction of New Species, concluindo com a "Lei de Sarawak" evolutiva: "Cada espécie surgiu simultaneamente em espaço e tempo com uma espécie intimamente aliada", três anos antes de escrever a Darwin propondo o conceito de seleção natural.
O primeiro capítulo descreve a geografia física e a geologia das ilhas com especial atenção ao papel dos vulcões e terremotos. Discute também o padrão geral da flora e fauna, incluindo o fato de que as ilhas podem ser divididas, pela linha que viria a ser conhecida como Linha de Wallace, em duas partes: aquelas cujos animais se relacionam mais estreitamente aos da Ásia e aquelas cuja fauna se assemelha mais à da Austrália.
Os capítulos seguintes detalham os lugares visitados por Wallace. Ele inclui numerosas observações sobre os povos, suas línguas, modos de vida e organização social, bem como sobre as plantas e animais de cada local. Comenta os padrões biogeográficos observados e suas implicações para a história natural, tanto em termos de movimento de espécies quanto da história geológica da região. Também narra algumas de suas experiências pessoais durante as viagens. O capítulo final apresenta uma visão geral das divisões étnicas, linguísticas e culturais dos habitantes da região, especulando sobre o que tais divisões podem indicar sobre sua história.

## Publicação

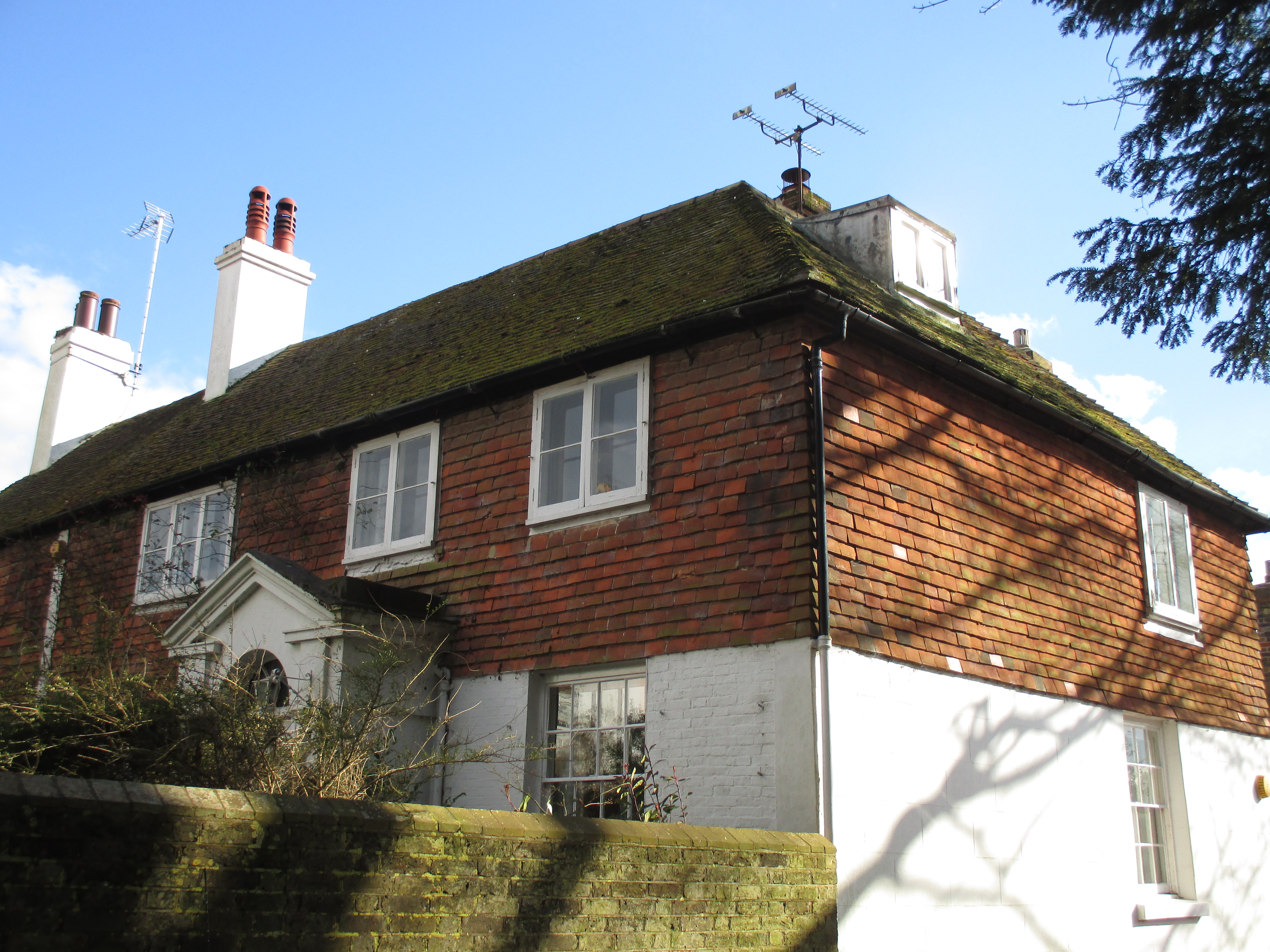
Treeps, Hurstpierpoint, a casa onde grande parte de The Malay Archipelago foi escrita

The Malay Archipelago foi escrito principalmente em Treeps, casa da família da esposa de Wallace em Hurstpierpoint, West Sussex. Foi publicado pela primeira vez na primavera de 1869 em dois volumes pela Macmillan (Londres), com uma reimpressão (também em dois volumes) marcada como "segunda edição" no mesmo ano. A primeira edição norte‑americana, pela Harper & Brothers (Nova Iorque), apareceu em 1869 em volume único. Wallace retornou à Inglaterra em 1862, mas explica, no prefácio, que dada a grande quantidade de espécimes e sua saúde frágil após a estadia nos trópicos, o trabalho levou tempo. Notou que poderia ter publicado de imediato suas notas e diários, mas considerou que tal iniciativa seria decepcionante e inútil. Preferiu, portanto, aguardar até publicar artigos sobre suas descobertas, e que outros cientistas descrevessem e nomeassem cerca de 2 000 de seus besouros (Coleoptera) e mais de 900 Hymenoptera, incluindo 200 novas espécies de formiga. A obra passou por 10 edições, a última publicada em 1890. Foi traduzido para pelo menos doze idiomas.

## Ilustrações

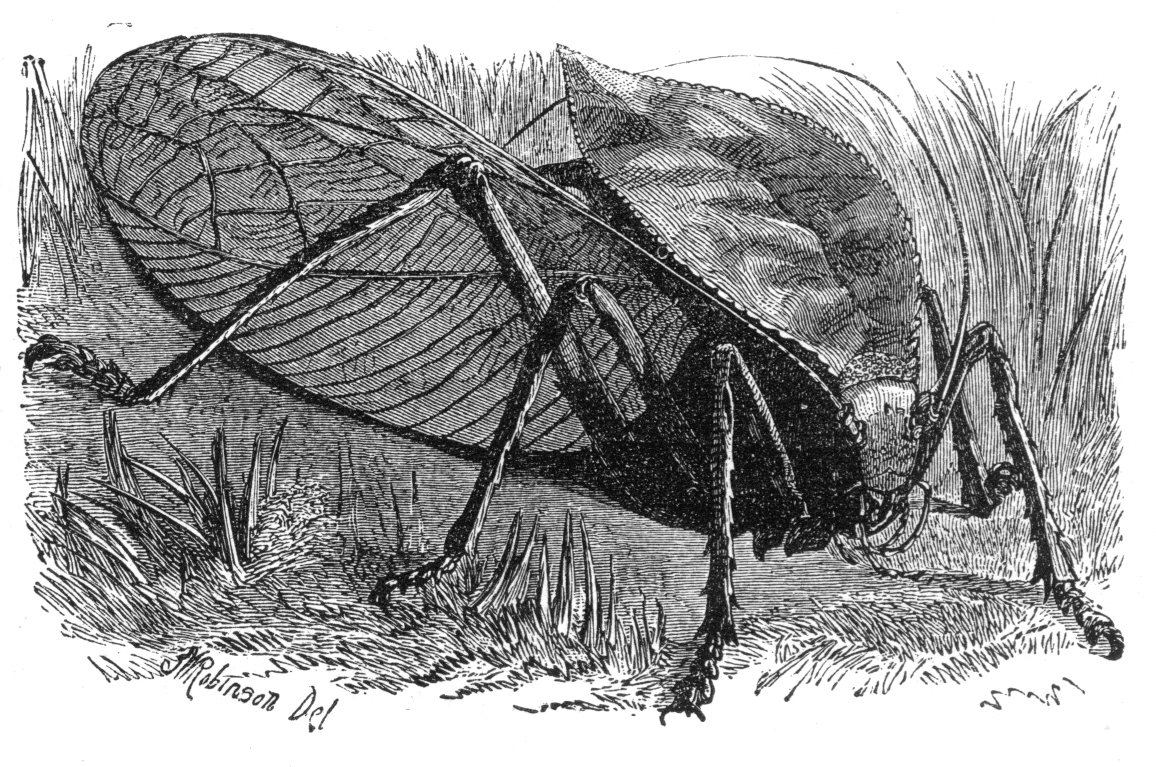
"A Grande Gafanhota‑escudo" desenhada e assinada por E. W. Robinson

Conforme indicado no Prefácio, as ilustrações foram produzidas a partir de esboços, fotografias ou espécimes do próprio Wallace. Ele agradece a Walter e Henry Woodbury por algumas fotografias de paisagens e povos nativos e reconhece William Wilson Saunders e Sr. Pascoe por dípteros cornudos e raros besouros longicórneos; todos os demais foram obtidos de sua imensa coleção.
Os desenhos originais foram feitos diretamente nos blocos de xilogravura pelos renomados artistas Thomas Baines, Walter Hood Fitch, John Gerrard Keulemans, E. W. Robinson, Joseph Wolf e T. W. Wood, segundo a "Lista de Ilustrações". Wood também ilustrou A Descent of Man de Darwin, enquanto Robinson e Wolf forneceram ilustrações para The Naturalist on the River Amazons (1863) de Henry Walter Bates.

## Conteúdo

### Volume 1
1 Geografia Física
Wallace delimita o escopo da obra, descrevendo aquilo que "para o inglês comum" é "talvez a parte menos conhecida do globo". O arquipélago se estende por mais de 6 400 km de leste a oeste e cerca de 2 100 km de norte a sul, com mais de vinte ilhas de tamanho considerável e inumeráveis ilhotas.

#### Ilhas Indo‑Malaias

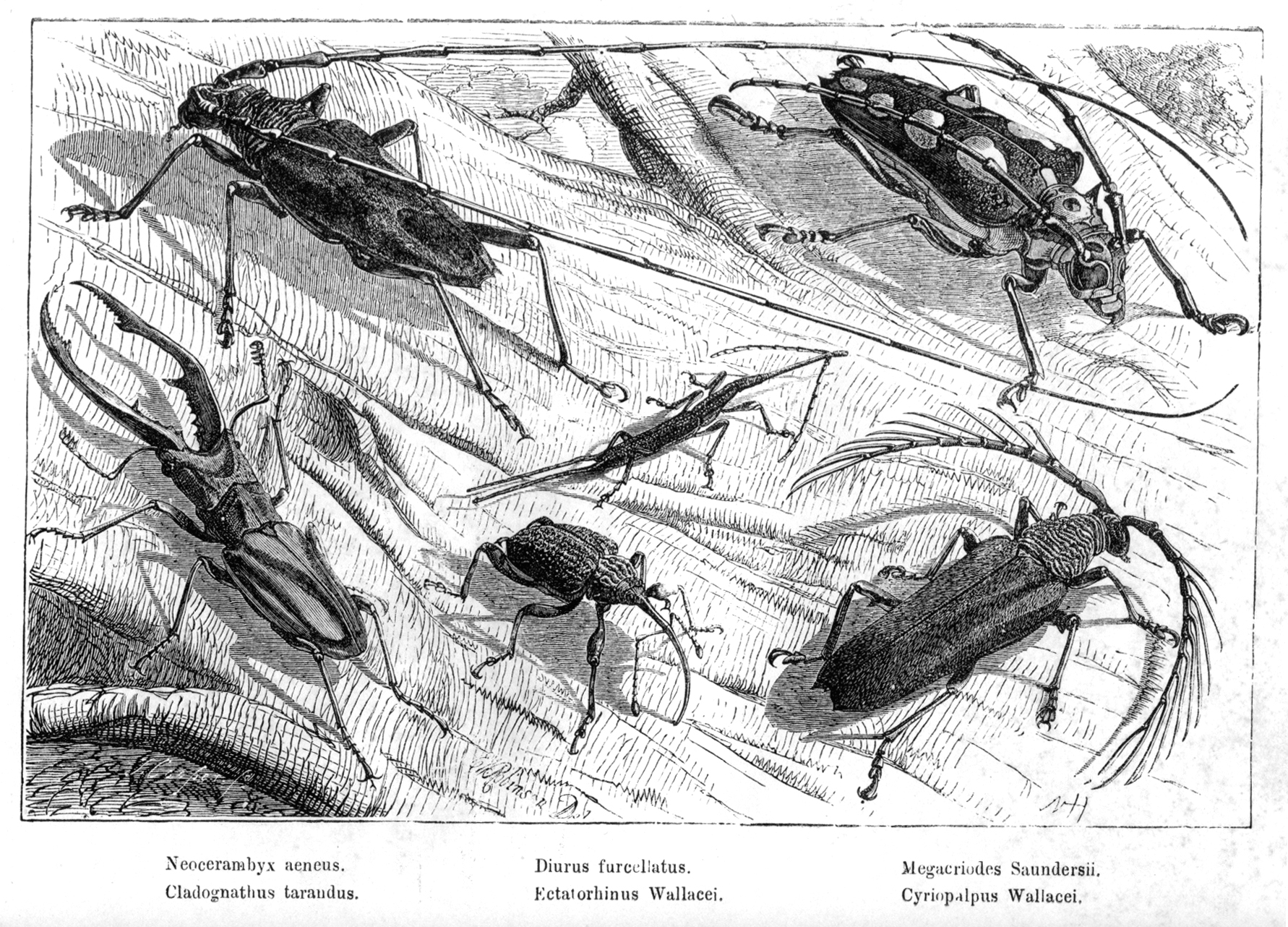
"Besouros notáveis encontrados em Simunjon, Bornéu: Neocerambyx æneas, Cladognathus tarandus, Diurus furcellatus, Ectatorhinus wallacei, Megacriodes saundersii, Cyriopalpus wallacei"

2 Singapura
Wallace oferece uma descrição vívida do povoado e da vida selvagem da ilha. Entre insetos, em apenas um quilômetro quadrado de floresta ele encontra 700 espécies de besouros, incluindo 130 longicórneos.
3 Malaca e o Monte Ophir
Relata a cidade de origem portuguesa, aves de bico azul como o gaper, plantas jarro e samambaias gigantes; tigres e rinocerontes ainda são encontrados, mas os elefantes já desapareceram.
4 Bornéu — O Orangotango
Em Sarawak instala‑se nas minas de carvão de Simunjon, onde os trabalhadores lhe vendem insetos. Coleta 2 000 espécies de besouros e encontra o rana‑voadora de Wallace e orangotangos.
5 Bornéu — Jornada ao Interior
Hospeda‑se na casa‑circular de um povo Dayak, atravessa pontes de bambu e elogia o durian como "rei das frutas".
6 Bornéu — Os Dayaks
Discute o povo Dayak, surpresa pelo fato de a população parecer estável apesar da ausência de restrições aparentes.
7 Java
Admira o sistema de governo e os sítios hindus; observa flora montana semelhante à europeia.
8 Sumatra
Visita Palimbão, descreve as casas sobre jangadas e a escassez de alimentos na estação chuvosa. Descobre novas borboletas, incluindo Papilio memnon com polímero de mimetismo.
9 História Natural das Ilhas Indo‑Malaias
Resume a flora indiana e os mamíferos como tigre, leopardo e elefante, detalhando convergências e divergências de aves.

#### Grupo de Timor

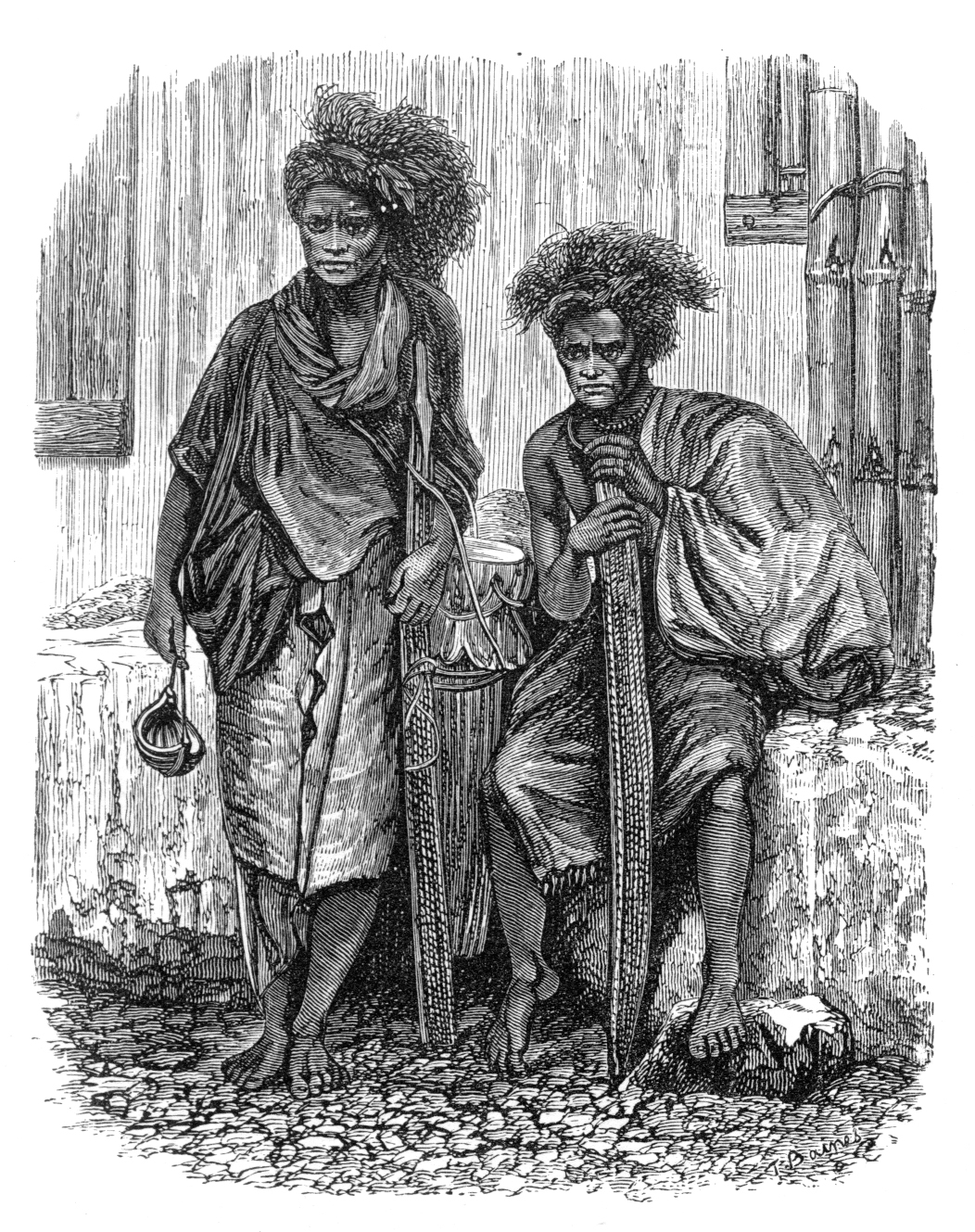
Desenho de "Homens de Timor" por Thomas Baines, a partir de fotografia

10 Bali e Lombock
Em Bali, práticas hindus; em Lombok, aves australianas como cacatuas — limite ocidental da família.
11 Lombock — Costumes
Descreve a fabricação de mosquetes e o costume de "correr amok" entre os sasak.
12 Lombock — Como o rajá fez o censo
Relata anedota envolvendo tributação, agulhas e krisses sagrados.
13 Timor
Nota abundância de palmeiras‑leque e monotonia vegetal; presença de Eucalyptus.
14 História Natural do Grupo de Timor
Analisa diversidade de aves e escassez de mamíferos, inferindo colonizações e longos períodos de isolamento.

#### Grupo de Celebes

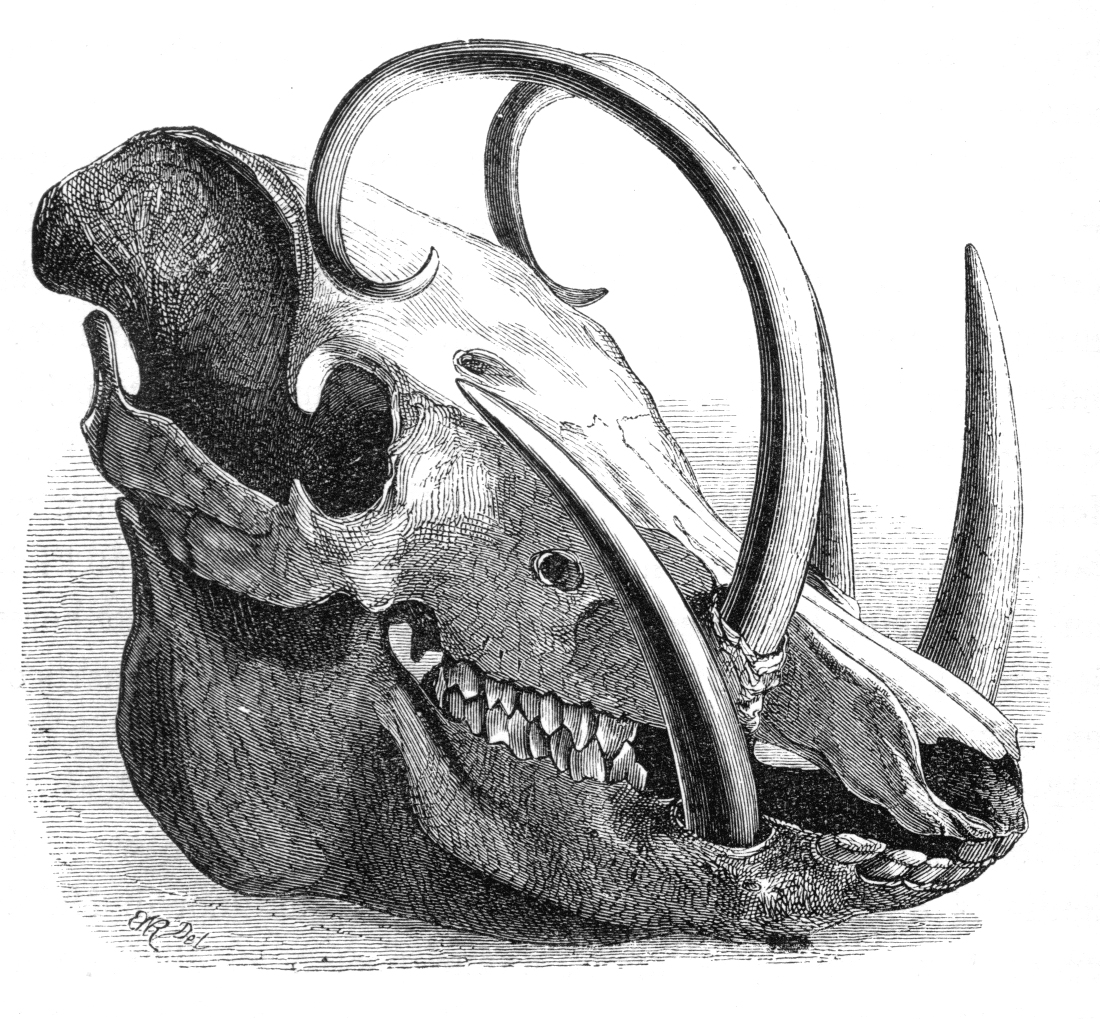
Crânio de babirusa de Celebes, por E. W. Robinson

15 Celebes — Macassar
Muda‑se para o campo e desfruta do luxo diário de um copo de leite.
16 Celebes — Macassar
Captura Ornithoptera e observa montanhas cársticas erodidas.
17 Celebes — Menado
Elogia o povo laborioso de Minahasa sob influência missionária; coleta crânios de babirusa e búfalo‑anão.
18 História Natural de Celebes
Conclui tratar‑se de divisão faunística isolada, com alto endemismo tanto em aves quanto em borboletas.

#### As Molucas
19 Banda
Encanta‑se com as plantações de noz‑moscada e lamenta o fim do monopólio holandês.
20 Ambon
Descreve lindos recifes de coral no porto e experimenta python no sótão da casa.

### Volume 2

#### As Molucas (continuação)
21 Ternate
Mantém uma casa por três anos, usando‑a como refúgio para recuperar a saúde.
22 Gilolo
Considera‑a monótona; encontra pequenos papagaios e a mariposa diurna Cocytia durvillei.
23 Viagem às ilhas Kaióa e Batchian
No arquipélago Kaióa observa a "luxúria sem igual" de besouros dourados e longicórneos.
24 Batchian
Ali captura a nova ave‑do‑paraíso standard‑wing — "grande prêmio".
25 Ceram, Goram e Matabello
Descreve dificuldades de locomoção, tempestades e a dura coleta de especimens.
26 Bouru
Enfrenta estação chuvosa, mas registra besouro Cerambyx de 7,5 cm de comprimento.
27 História Natural das Molucas
Contrasta a pobreza de mamíferos com a riqueza de aves — 265 espécies, mais que toda a Europa.

#### Grupo Papuano

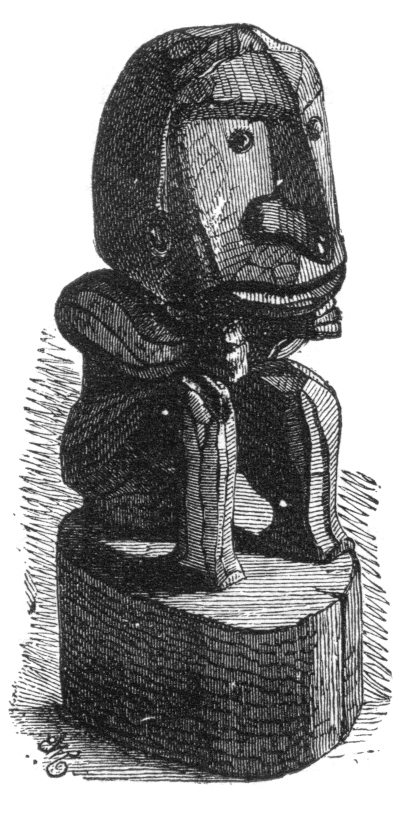
Amuleto papuano, por E. W. Robinson

28 Macassar às ilhas Aru em um prau nativo
Navega 1 600 km em prau bugis de 70 toneladas com 50 tripulantes, rumo às remotas ilhas Aru.
29 As ilhas Kai
Recepcionado por canoas com homens adornados de plumas de casuar; observa a excelente carpintaria naval papuana.
30 As ilhas Aru — Residência em Dobbo
Coleta cerca de 30 espécies de borboletas num dia, incluindo o magnífico Ornithoptera poseidon.
31 As ilhas Aru — Viagem ao interior
Obtém o diminuto rei das aves‑do‑paraíso, um de seus principais objetivos.
32 As ilhas Aru — Segunda estadia em Dobbo
Observa luta de galos, jogo de bola de ratã e critica a ociosidade gerada por mercadorias baratas.
33 As ilhas Aru — Geografia física
Sugere conexão pretérita com a Nova Guiné, dada a semelhança faunística.
34 Nova Guiné — Dorey
Descreve vilas sobre estacas, esculturas "repugnantes" e coleta recorde de besouros (mais de 800 espécies).
35 Viagem de Ceram a Waigiou
Tempestades e mapas errôneos levam a desvios; resgata assistentes perdidos após um mês.
36 Waigiou
Vive em cabana minúscula, aprende a trabalhar semierguido e comercializa aves‑do‑paraíso com os locais.
37 Viagem de Waigiou a Ternate
Enfrenta supostos tsunamis, perde âncoras e enfrenta crendices da tripulação sobre má sorte.
38 As aves‑do‑paraíso
Enumera 18 espécies conhecidas, discute seleção sexual e propõe mantê‑las na Estufa‑Palma de Kew.
39 História Natural das ilhas Papuanas
Salienta poucas espécies de mamíferos — majoritariamente marsupiais — e 250 aves catalogadas.
40 As raças humanas do Arquipélago Malaio
Contrasta o "Malaio" (incluindo javaneses) com o "Papuano", refletindo sobre sua origem e fazendo críticas à sociedade inglesa.

#### Apêndice
Sobre crânios e línguas
Questiona teorias craniométricas e apresenta vocabulário comparativo de 59 idiomas da região.

## Recepção

### Contemporânea
The Malay Archipelago foi calorosamente recebido, com resenhas extensas em mais de 40 periódicos que enfatizaram diferentes aspectos — da antropologia à geografia e à teologia.
Anthropological Review
Destacou o orangotango e debateu as divisões raciais propostas por Wallace, elogiando o valor dos dados antropológicos.
Journal of the Ethnological Society of London
Enalteceu as informações sobre malaios e papuanos, ainda que discordasse da extensão dessas categorias.
Sociedade Geográfica de Londres
Sir Roderick Murchison elogiou a "linha de Wallace" mas discordou do uniformitarismo defendido pelo autor.
The Ladies' Repository
Considerou a obra "valiosa e intensamente interessante" para revelar uma terra pouco conhecida.
Popular Science Review
Declarou nunca ter lido livro que proporcionasse mais prazer, comparando‑o a obras de Lyell e Darwin.

### Moderna
Críticos contemporâneos como Tim Radford, de The Guardian, exaltam a combinação de aventura, ciência e sensibilidade cultural de Wallace, chamando o livro de "deleite em cada página".

## Influência
A obra inspirou escritores como Joseph Conrad em Lord Jim, além de livros modernos como The Song of the Dodo de David Quammen (1997) e o documentário Bill Bailey's Jungle Hero (BBC, 2013).

### Wallace
- Wallace, Alfred Russel (1869). The Malay Archipelago: The land of the orang‑utan, and the bird of paradise. A narrative of travel, with sketches of man and nature 1 ed. Londres: Macmillan
- 1872, Macmillan.
- 1890, 10.ª ed., Macmillan.
- 2014, The Annotated Malay Archipelago, ed. John van Wyhe, NUS Press.

#### Traduções
- 1869: Der Malayische Archipel, Braunschweig.
- 1870–71: Insulinde, Amsterdam.
- 1870?: L'archipel malaisien, Paris.
- 1872: Malajskij archipelag, São Petersburgo.
- 1942: 馬来諸島, Tóquio.
- 1942: Viaje al archipélago malayo, Buenos Aires.
- 1966: 馬來群島科學考察記, Taipei.
- 2000: Menjelajah Nusantara, Bandung.
- 2017: 말레이 제도, Seul.

### Outros autores
- Daws, Gavan (1999). Archipelago: The Islands of Indonesia. [S.l.]: University of California Press
- Severin, Tim (1997). The Spice Islands Voyage. [S.l.]: Little, Brown
- Quammen, David (1997). The Song of the Dodo. [S.l.]: Simon & Schuster